# Землянська сільська рада (Вовчанський район)
Земля́нська сільська́ ра́да — адміністративно-територіальна одиниця та орган місцевого самоврядування в Вовчанському районі Харківської області. Адміністративний центр — село Землянки.

## Загальні відомості
- Землянська сільська рада утворена в 1918 році.
- Територія ради: 62,043 км²
- Населення ради: 591 особа (станом на 2001 рік)
- Територією ради протікає річка Вовча.

## Населені пункти
Сільській раді були підпорядковані населені пункти:
- с. Землянки
- с. Бударки

## Склад ради
Рада складалася з 12 депутатів та голови.
- Голова ради: Лавров Володимир Анатолійович
- Секретар ради: Зубова Олена Іванівна

### Керівний склад попередніх скликань
| Прізвище, ім'я, по батькові      | Основні відомості                                                                       | Дата обрання | Дата звільнення |
| -------------------------------- | --------------------------------------------------------------------------------------- | ------------ | --------------- |
| Головчанська Ганна Олександрівна | Сільський голова, 1957 року народження, освіта середня спеціальна, позапартійна         | 26.03.2006   | 31.10.2010      |
| Головчанська Ганна Олександрівна | Сільський голова, 1957 року народження, освіта середня спеціальна, член Партії регіонів | 31.10.2010   | 31.03.2014      |
| Лавров Володимир Анатолійович    | Сільський голова, 1959 року народження, освіта вища, безпартійний                       | 26.10.2014   |                 |

Примітка: таблиця складена за даними сайту Верховної Ради України

### Депутати
За результатами місцевих виборів 2010 року депутатами ради стали:

#### За суб'єктами висування
| Суб'єкт висування           | Кількість обраних депутатів | %    |
| --------------------------- | --------------------------- | ---- |
| Партія регіонів             | 10                          | 83,3 |
| Комуністична партія України | 1                           | 8,3  |
| Народна партія              | 1                           | 8,3  |

#### За округами
| № округу                    | Прізвище, ім'я, по батькові   | Дата визнання обраним | Освіта             | Партійна приналежність | Відомості про обраного депутата                    |
| --------------------------- | ----------------------------- | --------------------- | ------------------ | ---------------------- | -------------------------------------------------- |
| Комуністична партія України |                               |                       |                    |                        |                                                    |
| 4                           | Вітченко Тетяна Миколаївна    | 02.11.2010            | середня            | позапартійна           | тимчасово не працює                                |
| Народна Партія              |                               |                       |                    |                        |                                                    |
| 9                           | Кукоб Сергій Євгенійович      | 02.11.2010            | середня спеціальна | член Народної партії   | тимчасово не працює                                |
| Партія регіонів             |                               |                       |                    |                        |                                                    |
| 1                           | Велентієнко Ніна Дмитрівна    | 02.11.2010            | середня            | позапартійна           | тимчасово не працює                                |
| 2                           | Лавров Олександр Анатолійович | 02.11.2010            | середня            | позапартійний          | приватний підприємець                              |
| 3                           | Заєць Тетяна Михайлівна       | 02.11.2010            | середня            | член Партії регіонів   | тимчасово не працює                                |
| 5                           | Зайцева Антоніна Миколаївна   | 02.11.2010            | середня спеціальна | член Партії регіонів   | Землянська сільська рада, бухгалтер                |
| 6                           | Мілаш Олена Миколаївна        | 02.11.2010            | середня            | член Партії регіонів   | Землянське відділення поштового зв'язку, листоноша |
| 7                           | Швець Степан Павлович         | 02.11.2010            | середня            | член Партії регіонів   | СТОВ АФ «Хлібороб», водій                          |
| 8                           | Зубова Олена Іванівна         | 02.11.2010            | середня спеціальна | член Партії регіонів   | Землянська сільська рада, секретар                 |
| 10                          | Канаєва Ганна Миколаївна      | 02.11.2010            | середня спеціальна | член Партії регіонів   | пенсіонер                                          |
| 11                          | Борисов Артем Федорович       | 02.11.2010            | вища               | позапартійний          | ПП «Будар», бухгалтер                              |
| 12                          | Ілюхіна Наталя Миколаївна     | 02.11.2010            | вища               | член Партії регіонів   | Землянське відділення поштового зв'язку, начальник |